# Palacio ducal de Nevers
El palacio ducal de Nevers (en francés: Palais ducal de Nevers) es un castillo renacentista francés de los siglos XV y XVI, antigua residencia de los condes y duques de Nevers. Fue objeto de una clasificación como monumento histórico de Francia por la lista de 1840.
Actualmente alberga el edificio representativo de la Comuna y un pequeño museo de la ciudad.

## Historia
Considerado como el primero de los castillos del Loira, construido sobre la colina que domina el centro del casco antiguo, el Palacio Ducal domina, por debajo de su ancha fachada renacentista enmarcada por torres poligonales, la plaza de la República, un vasto parque. Este palacio fue la residencia de los condes y después de los duques del Nivernais.
En el sótano, cuenta con una exposición permanente que presenta de manera muy vívida, el pasado y la vida contemporánea de Nevers, gracias a una museografía de vanguardia.  
Este edificio fue construido por Jean de Clamecy, conde de Nevers, en el lugar de su antigua fortaleza. Las dos grandes torres posteriores son las más antiguas, del siglo XV, dado que el castillo fue reconstruido en el siglo XVI por la familia de Clèves añadiéndole especialmente la espléndida escalera de honor que ocupa la torreta central. Se nota una constancia de proporciones entre la fachada ocre y los tejados de pizarra. Desde el castillo, la larga explanada bordeada de árboles, continúa hasta llegar a las orillas del Loira, que sobrevuela, ofreciendo así un bonito panorama.
Madame Cossé-Brissac, heredera del último duque de Nevers, vendió el castillo y sus dependencias a la Comuna y al Departamento en 1810. El edificio fue compartido entre la Comuna y el Tribunal de Justicia hasta 1850, cuando el municipio se trasladó al nuevo Ayuntamiento que fue construido por Paillard. La Justicia ocupó todo el edificio y lo transformó. No fueron los primeros cambios, pero, en 1850, fueron más radicales y profundos. La distribución original de las salas no podía satisfacer las necesidades de la judicatura, y se transformó por completo con una mente más funcional. La decoración de las salas es nueva, así como la de la fachada principal, cuyo estado fuertemente degradado no habría convenido a la respetabilidad de un palacio de justicia. Completamente restaurado, cercano a su estado original, esta fachada recibió las esculturas imaginadas por Jouffroy, algo diferentes de las que existían antes.
A finales de la década de 1970, la Ciudad, deseosa de recuperar y restaurar uno de los monumentos históricos más bellos de Nevers, propuso trasladar el palacio de justicia al antiguo palacio episcopal. Un nuevo programa de restauración se pudo iniciar, manteniendo la distribución del siglo XIX pero añadiendo una escalera monumental en lugar de los apartamentos del extremo occidental y una nueva entrada lateral, utilizando materiales contemporáneos que se encontraban asociados en el conjunto del monumento a las decoraciones anteriores.
Restaurada por orden de Pierre Bérégovoy en la década de 1980, el palacio alberga hoy día el Ayuntamiento (incluyendo la oficina del alcalde y la Cámara del Consejo), parte de la oficina de turismo, salas de exposición y de recepción, asíc como una exposición permanente sobre la historia y los puntos fuertes de la ciudad (la Fórmula 1, barro, etc.) y un acuario de peces ligériens.
En las excavaciones durante la restauración (principalmente en 1988) se descubrieron muchas piezas de artillería, siendo una de las más bellas una pieza de artillería del siglo XIV ("sala de pólvora de ciega"), una pieza absolutamente única en Francia conservada en el depósito arqueológico municipal de Nevers.
El 4 de mayo de 1993, ante el Palacio ducal, el presidente de la República, François Mitterrand, pronunció el elogio de Pierre Bérégovoy que se suicidó el 1.º de mayo, discurso que se hizo famoso por una frase:

Todas las explicaciones del mundo no justificaran que se haya podido ofrecer a los perros el honor de un hombre y, finalmente, su vida al precio de una doble violación por sus acusadores de las leyes fundamentales de nuestra República: las que protegen la dignidad y la libertad de cada uno de nosotros.
Toutes les explications du monde ne justifieront pas qu'on ait pu livrer aux chiens l'honneur d'un homme et finalement sa vie au prix d'un double manquement de ses accusateurs aux lois fondamentales de notre République : celles qui protègent la dignité et la liberté de chacun d'entre-nous.
 François Mitterrand, 4 de mayo de 1993

## Galería de imágenes

Exteriores del palacio ducal de Nevers
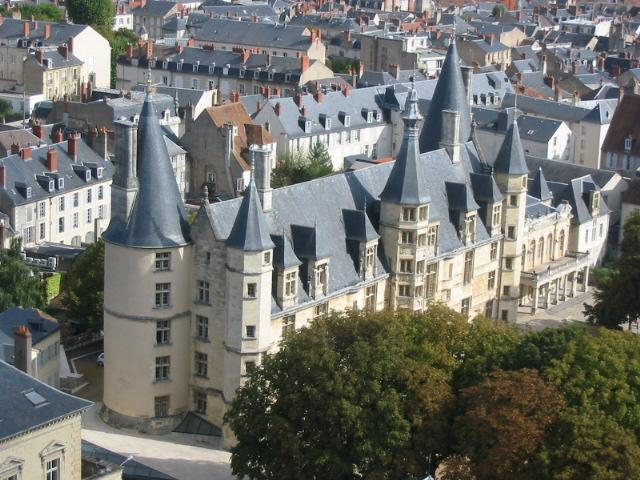
Vista lejana
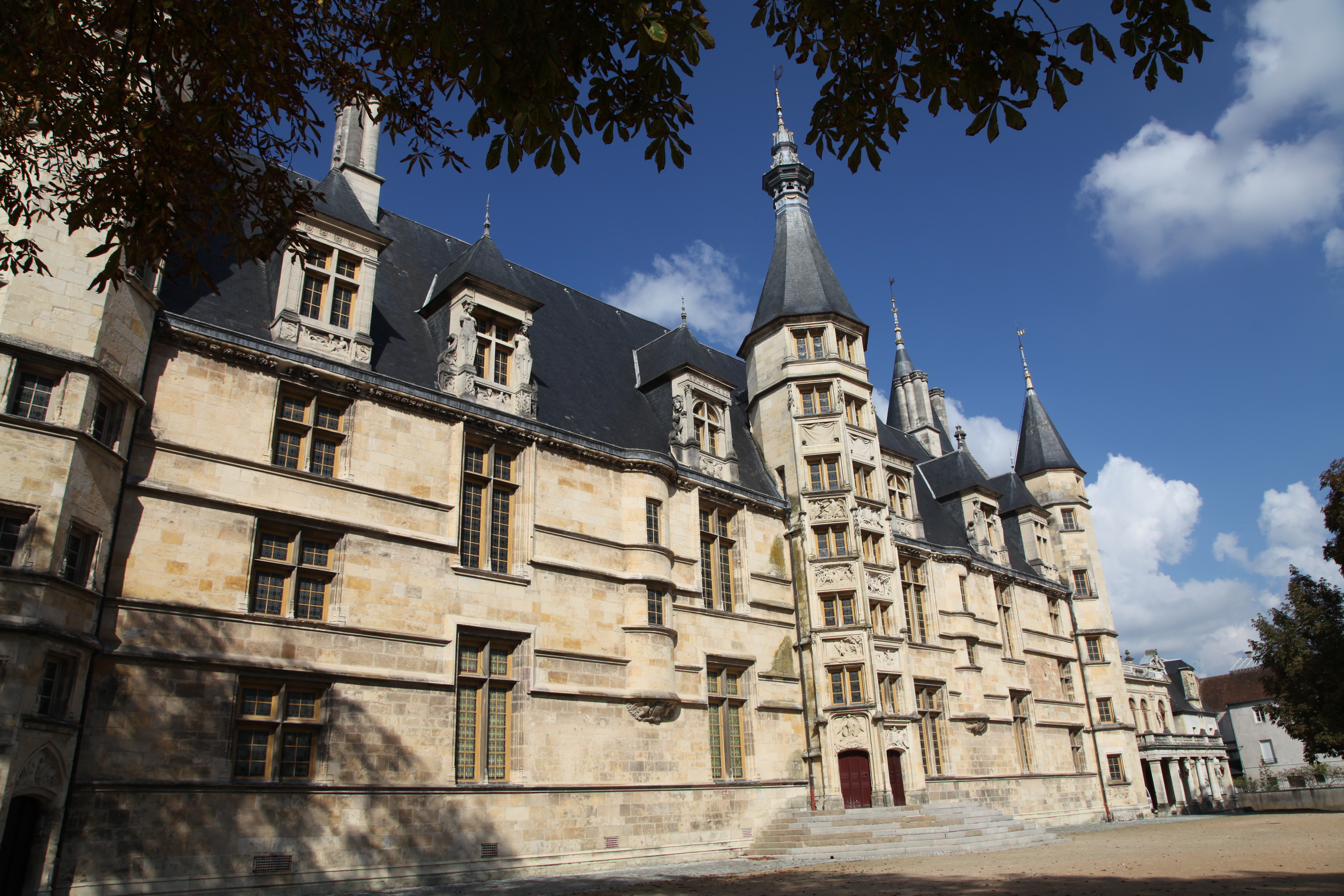
Fachada en escorzo
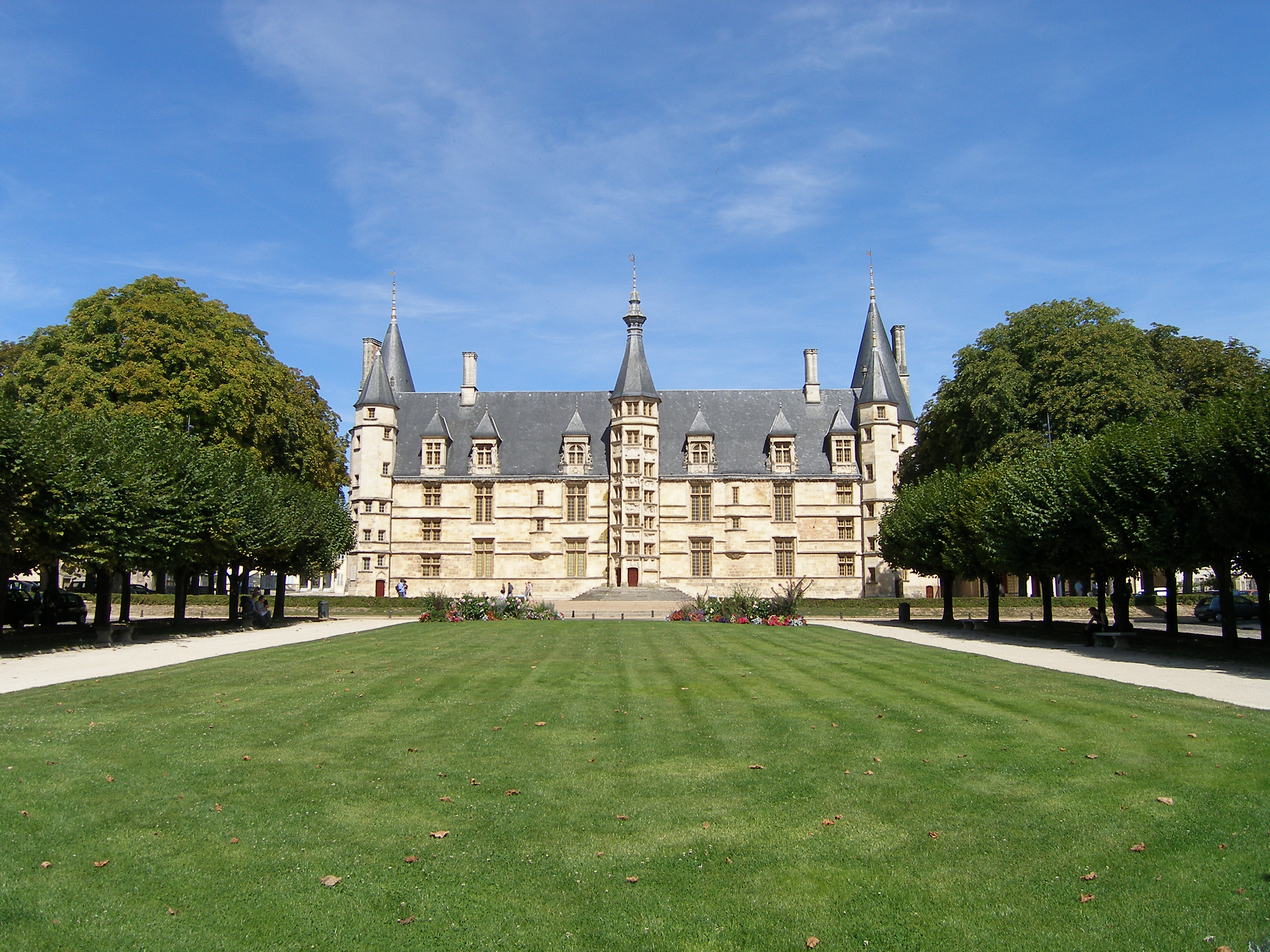
Fachada desde el parque
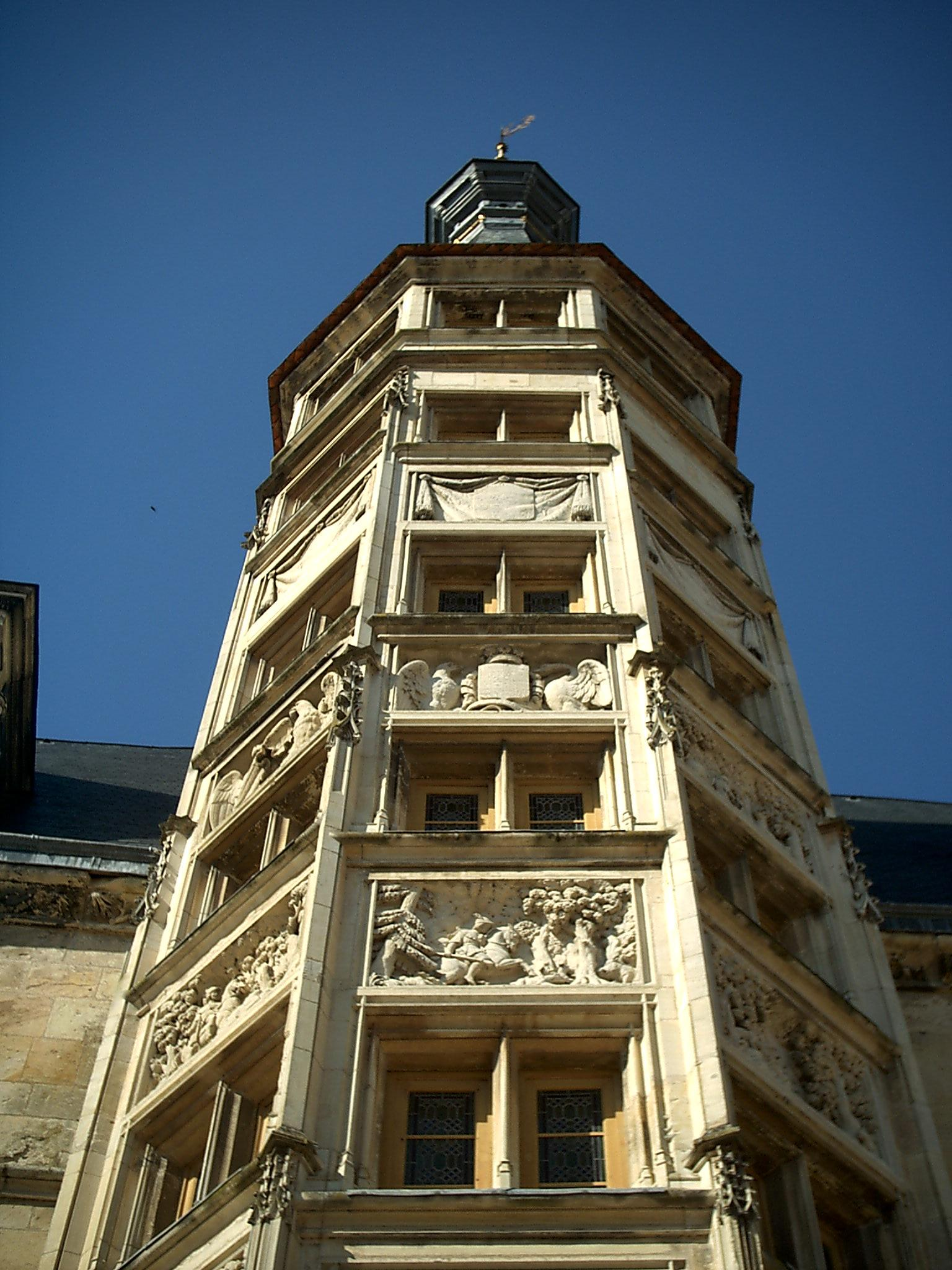
Torre central

Interiores del palacio ducal de Nevers
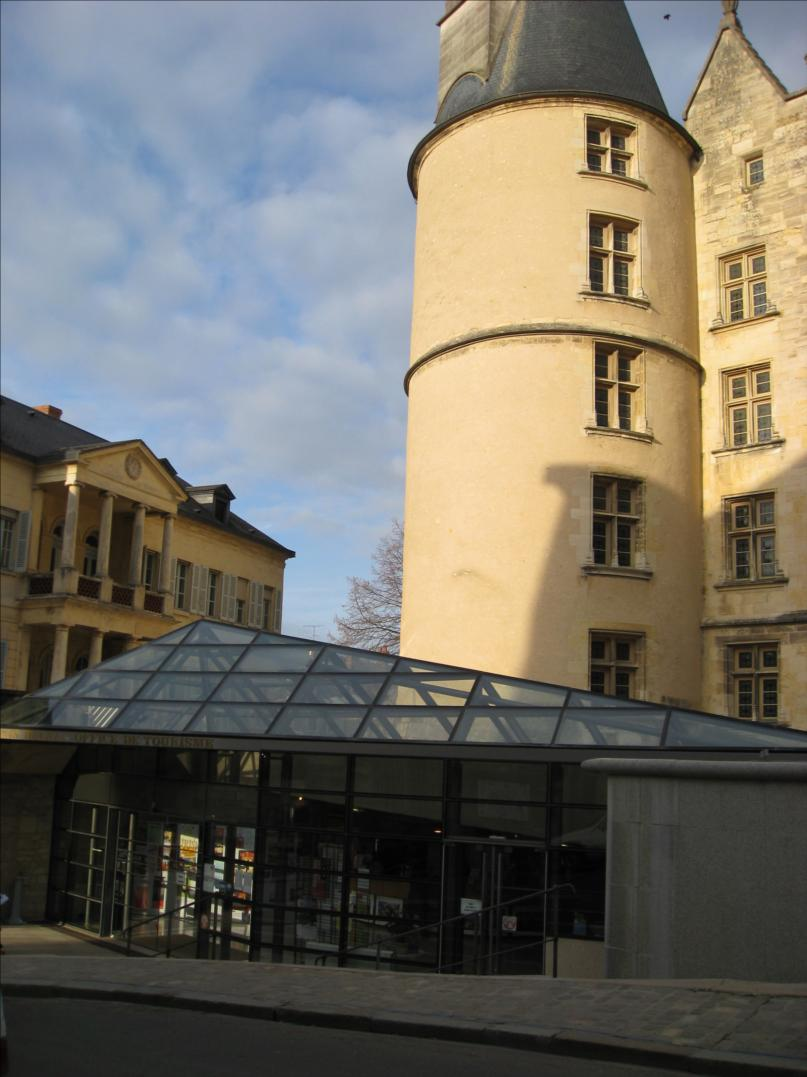
La oficina de turismo
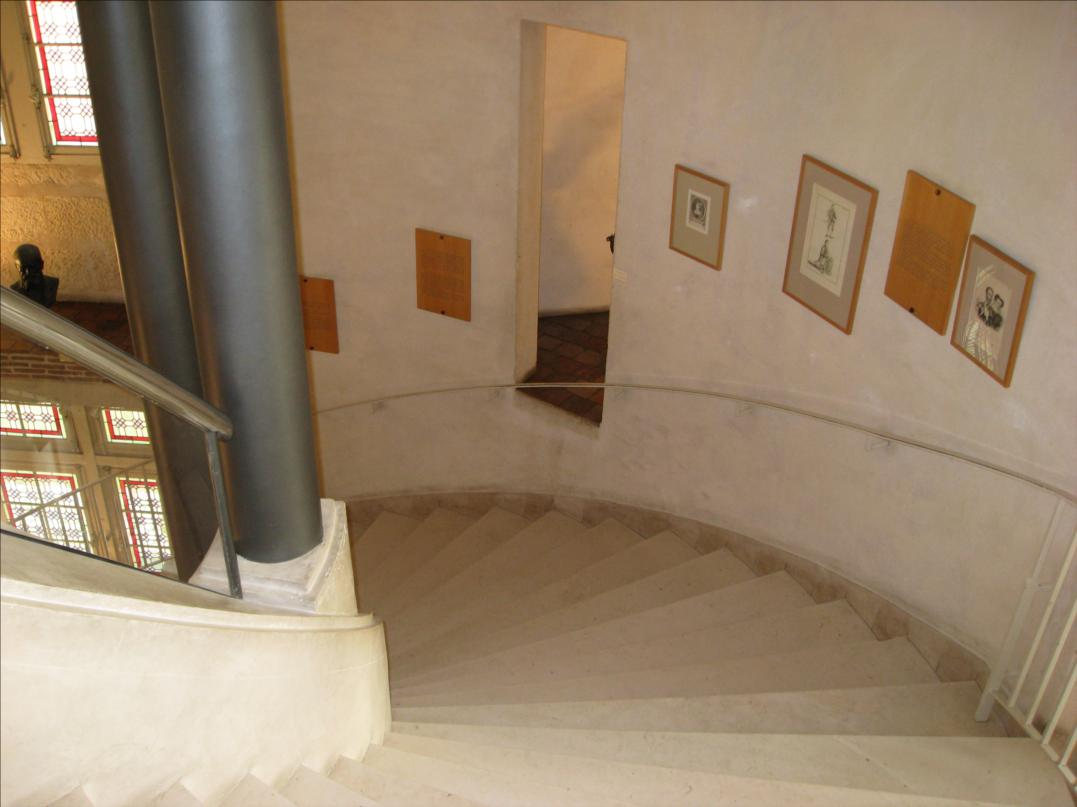
Las escaleras
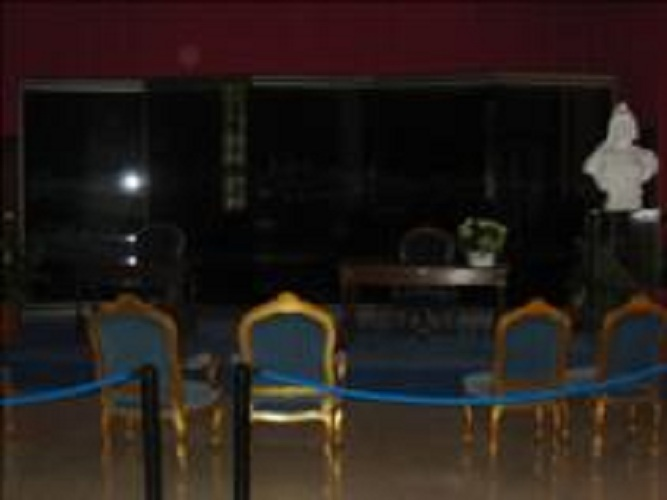
La sala de matrimonios
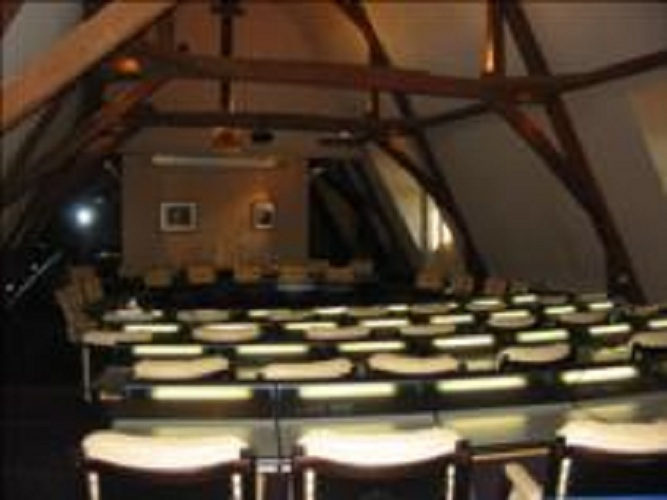
La sala del Consejo Municipal

La exposición permanente
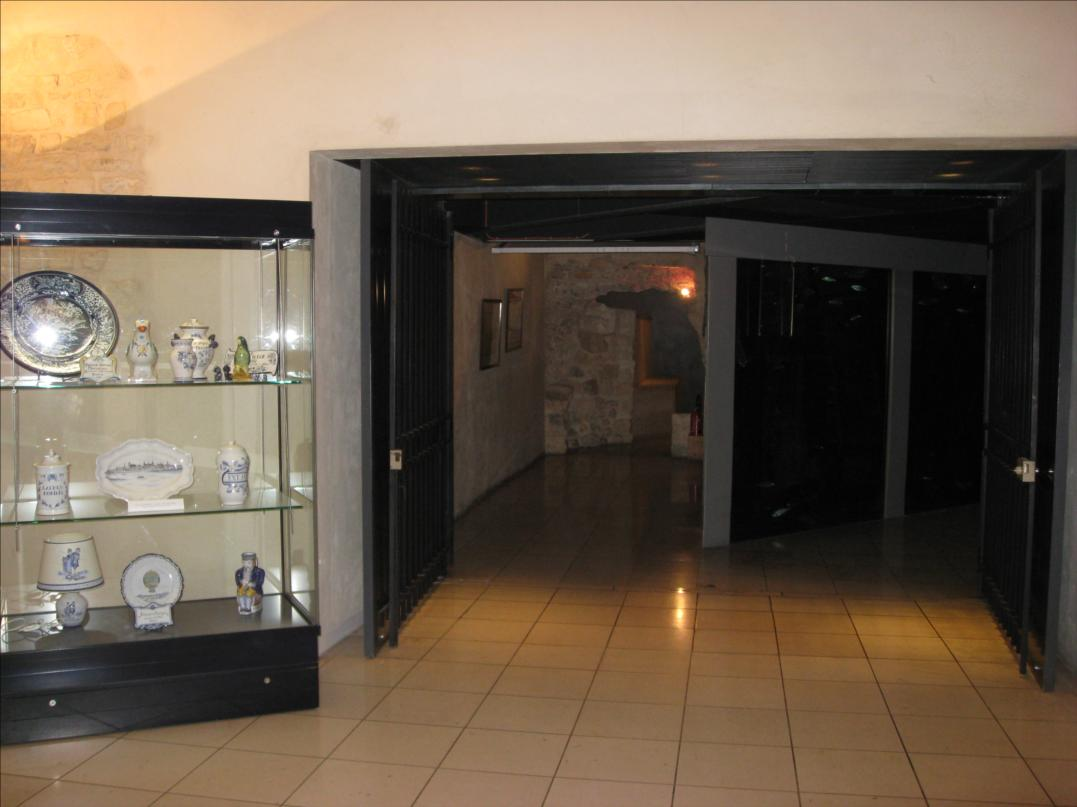
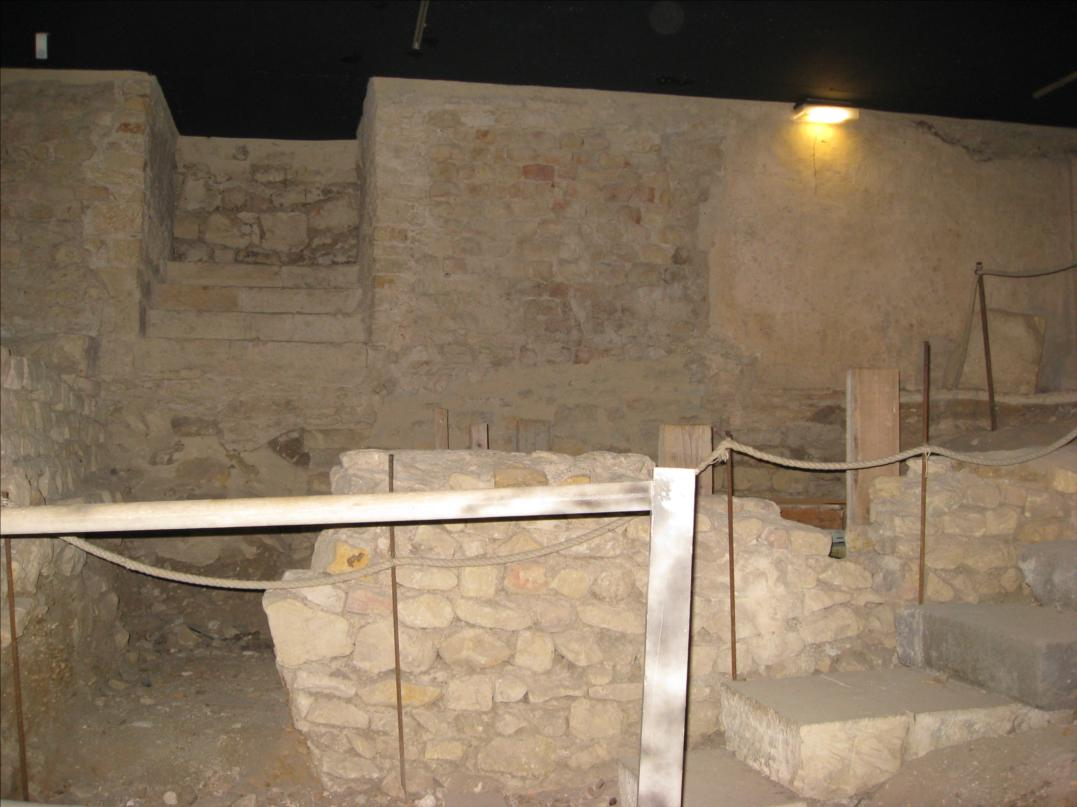
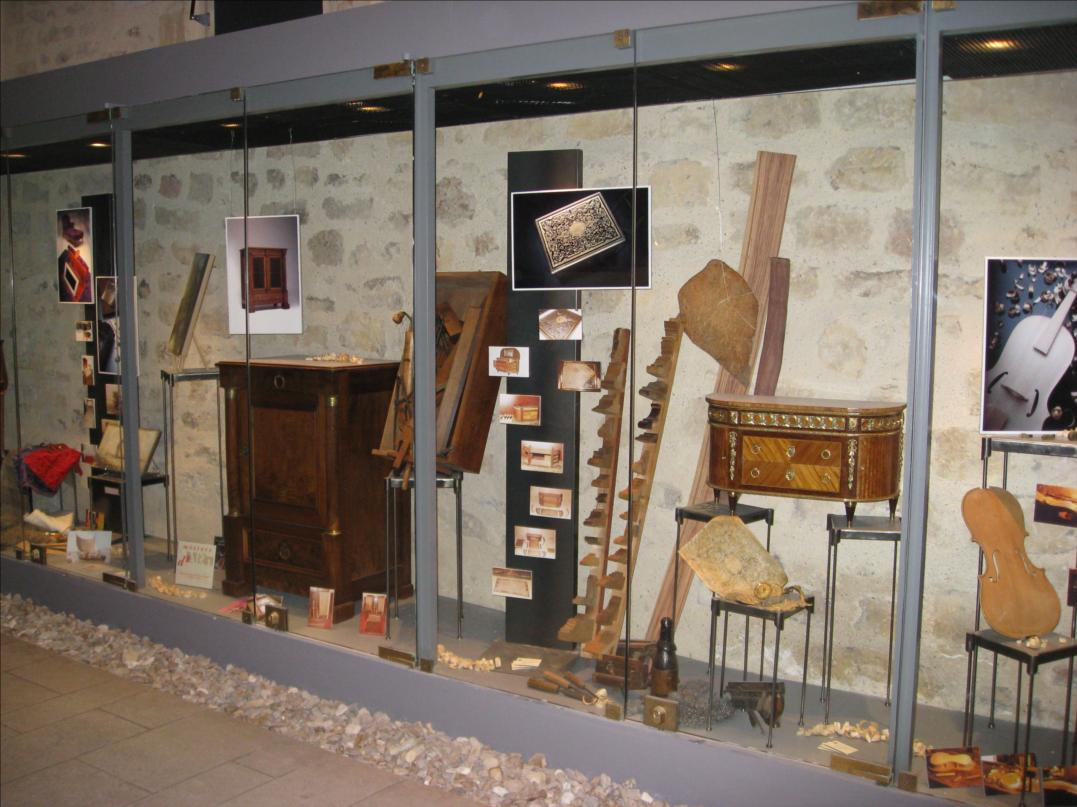
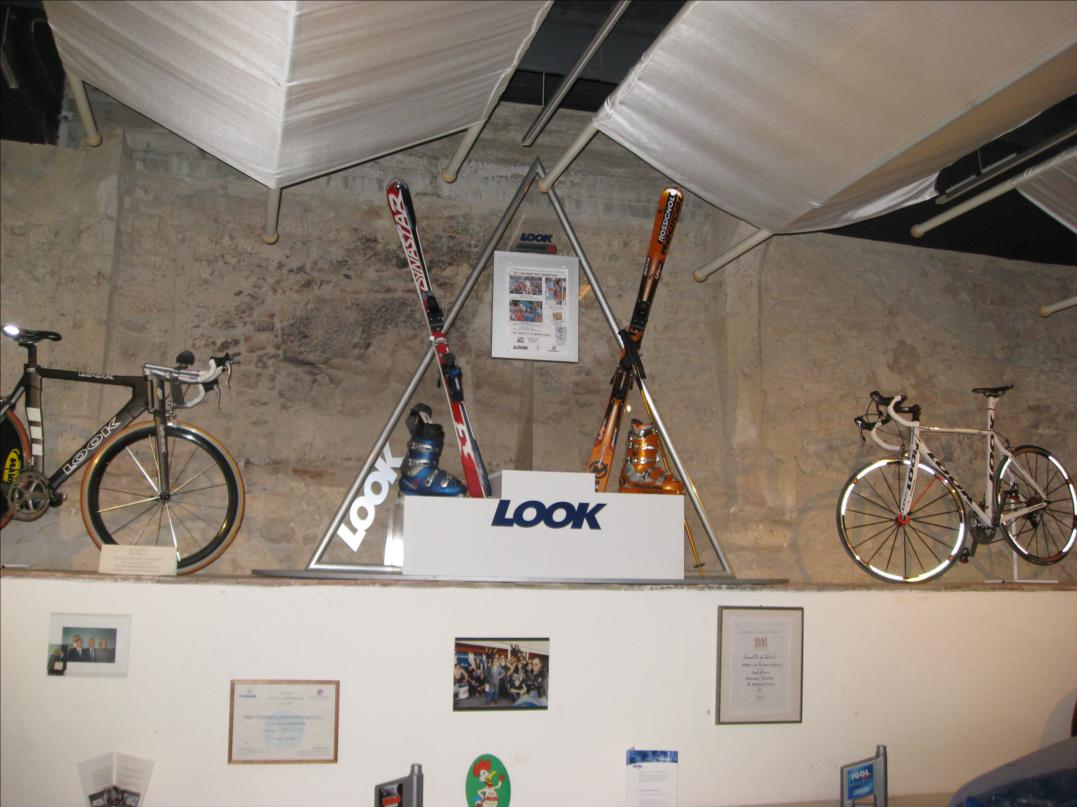
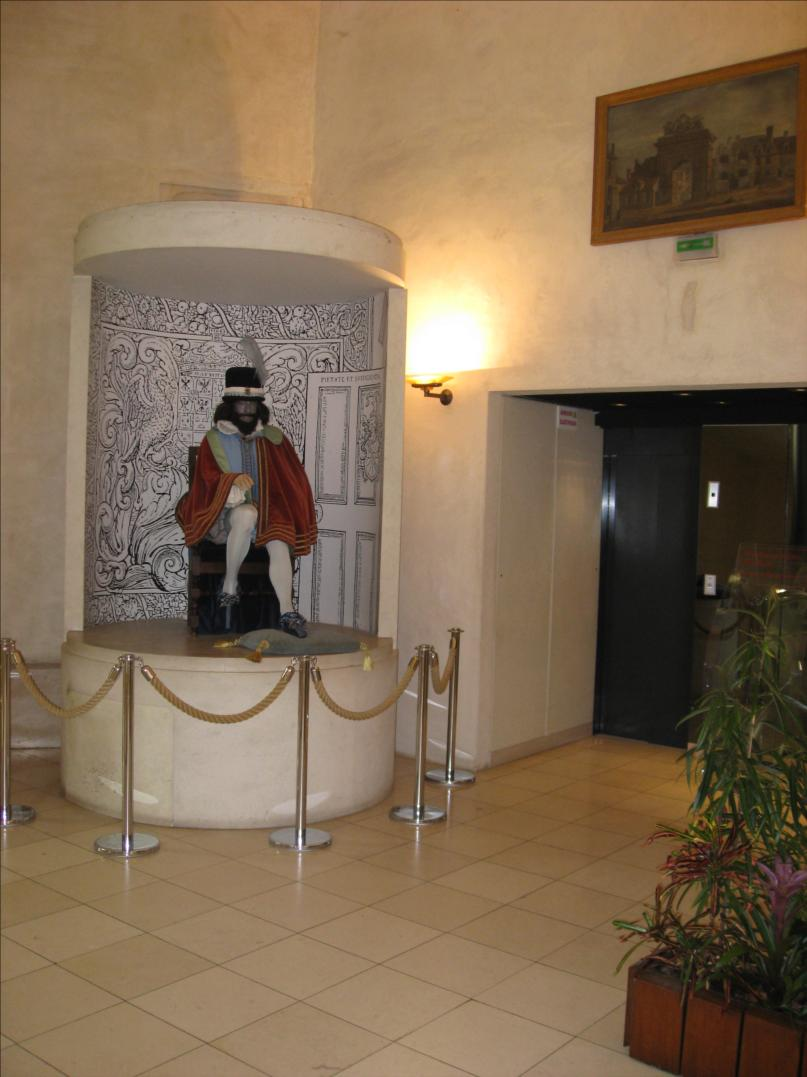